# Kosarzew Dolny
Kosarzew Dolny – wieś w Polsce położona w województwie lubelskim, w powiecie lubelskim, w gminie Krzczonów.
Do 11 października 1973 w gminie Bychawa.
W latach 1975–1998 miejscowość należała administracyjnie do ówczesnego województwa lubelskiego.
Wieś stanowi sołectwo gminy Krzczonów. Według Narodowego Spisu Powszechnego z roku 2011 wieś liczyła 211 mieszkańców. 
Wieś jest siedzibą rzymskokatolickiej parafii Najświętszej Maryi Panny Matki Kościoła. W sąsiedniej wsi, Kosarzewie-Stróży znajduje się parafialny kościół polskokatolicki pw. Matki Boskiej Anielskiej. 